# Bernard Piffaretti
Pour les articles homonymes, voir Piffaretti.
Bernard Piffaretti, né le 16 janvier 1955 à Saint-Étienne (Loire), est un artiste peintre français.

## Biographie
Il fait ses études à l’École des Beaux-Arts de Saint-Étienne (devenue en 2006 École supérieure d'art et design Saint-Étienne) de 1973 à 1979. Il enseigne aux Beaux-Arts de Paris depuis 1994. Il vit et travaille à Paris.
En 1990, il crée dix-neuf décors d'assiettes du service Diane pour la Manufacture Nationale de Sèvres.
En 2007 il remporte le concours pour la création de quinze vitraux pour l'église Saint-Martin d'Harfleur (Seine-Maritime) qu'il conçoit avec les maîtres-verriers Dominique Duchemin et Gilles Rousvoal. Installés entre 2009 et 2011, ils ont été inaugurés en janvier 2012.

## Le «Système Piffaretti»

### Définition
Protocole élaboré à la fin des années 1970 et définitivement fixé en 1986, il consiste en quelques contraintes que s'impose l'artiste pour chacun de ses tableaux,.
- Partition de la toile en deux parties égales par un trait vertical de couleur, assez grossier.
- Peinture d'un motif dans l'un ou l'autre des compartiments
- Reproduction, duplication de mémoire, du motif dans l'autre partie du tableau.

### Ses effets
Cette procédure utilisée par Piffaretti tout au long de son œuvre apporte une grande unité de style qui efface toute notion de période et de chronologie.
Dans sa forme, la duplication interroge la question de l'original et de la copie mais elle constitue surtout une sorte d’auto-réflexion, une façon de montrer le représenté et sa représentation, un tableau dans le tableau. Elle s'inscrit dans toute une histoire de l'image dans l'image depuis la Renaissance.

## Expositions (sélection)
- 2018
  - A Guest + A Host = A Ghost , Philip Martin Gallery, Los Angeles, USA[8]
- 2015
  - Bernard Piffaretti / Martin Barré, Musée des Beaux-Arts de Nantes (Hab), France[9].
  - Moving Pictures, Cherry and Martin, Los Angeles, CA, USA[10],[11]
  - Juste retour (des choses et des mots), FRAC Franche-Comté, Besançon, France[12],[13]
- 2014
  - Re-marquable, galerie frank elbaz, Paris, France[14]
- 2010
  - Sarabande, Le Portique, Le Havre, France[15]
  - Avant/Post, FRAC Haute-Normandie, Rouen, France.
- 2009
  - On inachève bien les tableaux, Musée d’art moderne de Saint-Etienne, France[16],[17]
- 2008
  - V.O. (version originale sous-titrée), Musée Matisse, Le Cateau-Cambrésis, France[18]
- 2000
  - Va-et-vient / Come and Go, Fondation Cartier pour l’art contemporain, Paris, France[19]

## Présence dans les collections publiques
- Musée National d'Art Moderne Georges-Pompidou, Paris.
- Musée D'Art Moderne de la Ville de Paris[20]
- CAPC Musée d’art contemporain, Bordeaux.
- Musée d’art moderne et contemporain Saint-Étienne.
- Musée d'Arts de Nantes[21]
- Musée d’art contemporain, Strasbourg.
- Musée Sainte-Croix, Poitiers.
- Musée Fabre, Montpellier.
- Fondation du Musée d’art moderne Grand-Duc-Jean, Luxembourg.
- Musée Sara Hildén, Tampere, Finlande.
- Société des amis du musée national d’Art moderne, Paris.
- Fonds national d’art contemporain, Paris.
- Fonds municipal d'art contemporain de la Ville de Paris
- Fonds régional d’art contemporain Auvergne.
- Fonds régional d’art contemporain Basse-Normandie.
- Fonds régional d’art contemporain Bourgogne.
- Fonds régional d’art contemporain Bretagne.
- Fonds régional d’art contemporain Franche-Comté.
- Fonds régional d’art contemporain Languedoc-Roussillon.
- Fonds régional d’art contemporain Pays-de-Loire
- Fonds régional d’art contemporain, P.A.C.A.
- Fondation Cartier pour l’art contemporain, Paris.

## Voir Aussi

### Films
- Philippe Simon, Bernard Piffaretti, Délégation des arts plastiques, vidéo arts productions - CNAP Centre National des Arts Plastiques, France, 1995.